# Bon Cop, Bad Cop (bande originale)
Pour le film, voir Bon Cop, Bad Cop.
 (mai 2017).
Si vous disposez d'ouvrages ou d'articles de référence ou si vous connaissez des sites web de qualité traitant du thème abordé ici, merci de compléter l'article en donnant les références utiles à sa vérifiabilité et en les liant à la section « Notes et références ».
Bon Cop, Bad Cop - Original Soundtrack est la bande originale, distribuée en août 2006 par Diffusion YFB, du film d'action canadien éponyme Bon Cop, Bad Cop.
La chanson Tattoo, interprétée par Éric Lapointe, est nommée aux 27e Genie Awards.

## Liste des titres
| 1.    | Tattoo                          | Éric Lapointe    | 3:37 |
| 2.    | Upside Down                     | Jakalope         | 3:41 |
| 3.    | Embrace-moi                     | Sam Roberts      | 3:11 |
| 4.    | Offside                         | Norman Groulx    | 3:31 |
| 5.    | Pourtant                        | Véronique Labbé  | 3:47 |
| 6.    | I'm a Road Hammer               | The Road Hammers | 4:04 |
| 7.    | Goodbye, Au revoir, Arrivederci | Dany Aubé        | 3:25 |
| 8.    | Miam Maikan                     | Florent Vollant  | 5:02 |
| 9.    | Where he belongs                | Mentake          | 2:32 |
| 10.   | Day by Day                      | Bet.e and Stef   | 3:57 |
| 11.   | Un ange                         | Canuel           | 3:56 |
| 12.   | Tomorrow Starts Today           | Mobile           | 3:35 |
| 13.   | Tattoo (instrumental)           |                  | 3:38 |
| 47:56 |                                 |                  |      |